# Сант'Иво ала Сапиенца
„Сант'Иво ала Сапиенца“ (на италиански: Chiesa di Sant’Ivo alla Sapienza) е католическа църква в Рим, Италия. Счита се за образец на римската барокова архитектура. Построена е в периода 1642 – 1662 г. от архитекта Франческо Боромини.

## История
Църквата е построена към 14 век като параклис на римския университет „Ла Сапиенца“. Посветена е на Свети Ив (светец патрон на юристите). Боромини е трябвало да пригоди своето архитектурно решение към вече съществуващата постройка. Той избира план, подобен на звездата на Давид, и обединява фасадата на църквата със сградата на университета. Сводът със спираловиден купол е забележителен със своето новаторство.

## Интериор
От вътрешната страна на купола има изобразени, неестествено изглеждащи, глави с по 6 крила, както и звезди. Основната творба в интериора е олтарът, направен от Пиетро Кортона и изобразяващ Свети Ив.